# 四方正美
四方正美（よも まさみ、1953年12月13日 - ）は、日本の元女優、元子役。 埼玉県浦和市（現さいたま市）出身。俳優である父・安井昌二、母・小田切みきの娘。2人姉妹の姉で、妹も元子役で愛称チャコで活躍した女優の四方晴美。

## 出演

### 映画
- 妻の勲章（1959年5月19日公開、内川清一郎監督）
- 赤頭巾ちゃん気をつけて（1970年8月4日公開、森谷司郎監督）
- ときめき（1973年6月30日公開、市村泰一監督）
- 伊豆の踊子（1974年12月28日公開、西河克己監督）[1]

### ドラマ
- ありがとう 第1シリーズ（1970年、TBS） - 保護される少女 役
- 連続テレビ小説 繭子ひとり（1971年、NHK総合）
- 少年ドラマシリーズ はつさんハーイ！（1973年、NHK総合）※主演
- 太陽にほえろ!　第40話「淋しがり屋の小猫ちゃん」（1973年、日本テレビ / 東宝）- 松浦百合 役
- 大都会 PARTII 第6話「傷だらけの逃走」（1977年、日本テレビ / 石原プロ）- サブの中学校の同級生 役